# Laird
Ein Laird ist ein Landbesitzer in Schottland, der mit bestimmten feudalen Rechten ausgestattet ist und zum niederen (untitulierten) Landadel zählt. Die Bezeichnung ist zwar nicht geschlechtsspezifisch, in jüngerer Zeit wird jedoch auch Lady als weibliche Form benutzt.
Der Titel Laird ist ein erblicher Titel, der durch den Erwerb von Grundbesitz erlangt werden konnte. Der Laird-Titel ist jedoch kein Adelstitel (nobility), sondern in Großbritannien der Titel eines Grundbesitzers und somit Teil der Gentry. Die Titulatur („style“) eines Laird lautet The Much Honoured [Vorname] [Nachname], Laird of [Lairdship] (z. B. The Much Honoured Max Mustermann, Laird of Glenmore).
Traditionell wird Laird zwar mit „Lord“ übersetzt, jedoch handelt es sich nicht um einen Adelstitel. Die Entsprechung des Laird in England ist der Besitztitel eines Lord of the Manor.
Findige Unternehmer verkaufen via Internet kleine (< 1 m²) Parzellen – ohne dass es zu einer Eintragung im Grundbuch und damit einer tatsächlichen Eigentumsübertragung kommt – in ländlichen Gegenden Schottlands mitsamt Urkunde zu sehr niedrigen (ca. 30 £) Preisen, um dem Käufer so den Titel „Laird“ (bzw. „Lady“) zu verschaffen. Das schottische Heroldsamt, der Court of the Lord Lyon, hat die so erworbenen „Adelstitel“ jedoch bereits 2004 für gegenstandslos erklärt.